# Палецкий, Иван Иванович
Князь Иван Иванович Палецкий — воевода на службе московских князей Ивана III Васильевича и Василия III Ивановича.
Представитель княжеского рода Палецких, внук Ивана Давыдовича Палица, третий из четырёх сыновей Ивана Давыдовича Палецкого. Имел братьев, князей Фёдора Большого, бездетного Василия и Фёдора Меньшого, погибшего в бою под Смоленском.

## Биография

### Служба Ивану III Васильевичу
В 1500 году послан из Москвы вторым воеводой войск в Великое княжество литовское, в походе взяли города: Брянск, Почеп, Радогож, Путивль, Любец и другие.

#### Служба Василию III Ивановичу
В 1507 году сперва воевода войск правой руки в походе к Дорогобужу, а потом полковой воевода, участвовал в походе войск к Смоленску. В 1508 году ходил вторым воеводой сторожевого полка от Смоленска против тогда служившего Великому княжеству литовскому Михаила Глинского, после этого водил полк правой руки от Дорогобужа в Литву, после чего оставлен в Вязьме. В мае 1512 года отправлен третьим воеводой под Серпухов на берег Оки, для защиты со стороны Крымского ханства, под командованием родного брата великого князя Василия III Ивановича — князя Юрия Ивановича, где упомянут и в 1513 году.

## Семья
От брака с неизвестной имел детей:
- Князь Палецкий Иван Иванович Хруль — воевода, в юности товарищ будущего великого князя Василия III.
- Князь Палецкий Борис Иванович — воевода и конюший.